# پیتر لاک
پیتر لاک (انگلیسی: Peter Locke) تهیه‌کننده آمریکایی و یکی از مؤسس‌های کمپانی کوشنر-لاک همراه با شریکش دونالد کوشنر است. وی تهیه‌کنندگی فیلم ترسناک تپه‌ها چشم دارند (۱۹۷۷) را در کارنامه حرفه‌ای خود دارد.